# Volvo Grand Prix 1981
Il Volvo Grand Prix 1981 è una serie di tornei maschili di tennis. Esso include i 4 tornei dello Slam, 5 tornei del circuito World Championship Tennis e tutti gli altri tornei del Grand Prix. È iniziato il 5 gennaio con il South Australian Open e l'Heineken Open e si è concluso il 17 gennaio 1982 con la finale del Masters.

## Calendario

### Gennaio
| Settimana  | Torneo | Vincitore                                           | Finalista                     | Semifinalisti                  | Eliminati ai quarti                                        |
| ---------- | --- | --------------------------------------------------- | ----------------------------- | ------------------------------ | ---------------------------------------------------------- |
| 5 gennaio  | South Australian Open 1981 Adelaide, Australia Erba – 50 000 $ – S32/D16 Singolare - Doppio                  | Mark Edmondson 7-5 6-2                              | Brad Drewett                  | Eddie Edwards Syd Ball         | Chris Johnstone Wayne Pascoe Tom Gullikson John Fitzgerald |
| 5 gennaio  | South Australian Open 1981 Adelaide, Australia Erba – 50 000 $ – S32/D16 Singolare - Doppio                  | Colin Dibley John James 6-3, 6-4                    | Eddie Edwards Craig Edwards   | Eddie Edwards Syd Ball         | Chris Johnstone Wayne Pascoe Tom Gullikson John Fitzgerald |
| 5 gennaio  | Heineken Open 1981 Auckland, Nuova Zelanda Cemento – 57 600 $ – S32/D16 Singolare - Doppio                   | Bill Scanlon 6-7, 6-3, 3-6, 7-6, 6-0                | Tim Wilkison                  | Onny Parun Billy Martin        | Chris Mayotte Russell Simpson Ferdi Taygan Ron Hightower   |
| 5 gennaio  | Heineken Open 1981 Auckland, Nuova Zelanda Cemento – 57 600 $ – S32/D16 Singolare - Doppio                   | Ferdi Taygan Tim Wilkison 7-5, 6-1                  | Tony Graham Bill Scanlon      | Onny Parun Billy Martin        | Chris Mayotte Russell Simpson Ferdi Taygan Ron Hightower   |
| 5 gennaio  | Masters Doubles WCT 1981 New York, Stati Uniti Sintetico indoor – 200 000 $ – D8 Doppio                      | Peter McNamara Paul McNamee 6–3, 2–6, 3–6, 6–3, 6–2 | Victor Amaya Hank Pfister     |                                |                                                            |
| 19 gennaio | Monterrey Grand Prix 1981 Monterrey, Messico Sintetico indoor – 175 000 $ – S32/D16 Singolare - Doppio       | Johan Kriek 7-6 3-6 7-6                             | Vitas Gerulaitis              | Vijay Amritraj Wojciech Fibak  | Bruce Manson Pascal Portes Raúl Ramírez John Sadri         |
| 19 gennaio | Monterrey Grand Prix 1981 Monterrey, Messico Sintetico indoor – 175 000 $ – S32/D16 Singolare - Doppio       | Kevin Curren Steve Denton 7-6, 6-3                  | Johan Kriek Russell Simpson   | Vijay Amritraj Wojciech Fibak  | Bruce Manson Pascal Portes Raúl Ramírez John Sadri         |
| 19 gennaio | San Juan Open 1981 San Juan, Porto Rico Cemento – 75 000 $ – S32/D16 Singolare - Doppio                      | Eliot Teltscher 6-4 6-2                             | Tim Gullikson                 | Sandy Mayer Francisco González | Sashi Menon Freddie de Jesus Tim Mayotte George Hardie     |
| 19 gennaio | San Juan Open 1981 San Juan, Porto Rico Cemento – 75 000 $ – S32/D16 Singolare - Doppio                      | Tim Mayotte Chris Mayotte 6–4, 7–6                  | Tim Gullikson Eliot Teltscher | Sandy Mayer Francisco González | Sashi Menon Freddie de Jesus Tim Mayotte George Hardie     |
| 19 gennaio | Guarujá Open 1981 Guarujá, Brasile Terra rossa – 75 000 $ – S32/D16 Singolare - Doppio                       | Carlos Kirmayr 6–4, 6–2                             | Ricardo Cano                  |                                |                                                            |
| 19 gennaio | Guarujá Open 1981 Guarujá, Brasile Terra rossa – 75 000 $ – S32/D16 Singolare - Doppio                       | David Carter Paul Kronk 6-1 7-6                     | Ángel Giménez Jairo Velasco   |                                |                                                            |
| 26 gennaio | U.S. Pro Indoor 1981 Filadelfia, Pennsylvania, USA Sintetico indoor – 250 000 $ – S64/D32 Singolare - Doppio | Roscoe Tanner 6-2 7-6 7-5                           | Wojciech Fibak                | Yannick Noah Thierry Tulasne   | Jimmy Connors Vitas Gerulaitis John Sadri Pascal Portes    |
| 26 gennaio | U.S. Pro Indoor 1981 Filadelfia, Pennsylvania, USA Sintetico indoor – 250 000 $ – S64/D32 Singolare - Doppio | Marty Riessen Sherwood Stewart 6–4, 6–4             | Brian Gottfried Raúl Ramírez  | Yannick Noah Thierry Tulasne   | Jimmy Connors Vitas Gerulaitis John Sadri Pascal Portes    |
| 26 gennaio | Viña del Mar Open 1981 Viña del Mar, Cile Terra rossa – 50 000 $ – S32/D16 Singolare - Doppio                | Víctor Pecci 6-4 6-0                                | José Higueras                 | Eddie Dibbs Kjell Johansson    | Pedro Rebolledo Alejandro Cortes Jaime Fillol Andrés Gómez |
| 26 gennaio | Viña del Mar Open 1981 Viña del Mar, Cile Terra rossa – 50 000 $ – S32/D16 Singolare - Doppio                | David Carter Paul Kronk 6-1, 6-2                    | Andrés Gómez Belus Prajoux    | Eddie Dibbs Kjell Johansson    | Pedro Rebolledo Alejandro Cortes Jaime Fillol Andrés Gómez |

### Febbraio
| Settimana   | Torneo | Vincitore                                  | Finalista                        | Semifinalisti                    | Eliminati ai quarti                                          |
| ----------- | --- | ------------------------------------------ | -------------------------------- | -------------------------------- | ------------------------------------------------------------ |
| 2 febbraio  | Mar del Plata Open 1981 Mar del Plata, Argentina Terra rossa – 75 000 $ – S32/D16 Singolare - Doppio           | Guillermo Vilas 2–6, 6–3, 2–1 ritiro       | Víctor Pecci                     | José Higueras José López Maeso   | Carlos Castellan Kjell Johansson Dominique Bedel Eddie Dibbs |
| 2 febbraio  | Mar del Plata Open 1981 Mar del Plata, Argentina Terra rossa – 75 000 $ – S32/D16 Singolare - Doppio           | David Carter Paul Kronk 6–7, 6–4, 6–0      | Ángel Giménez Jairo Velasco, Sr. | José Higueras José López Maeso   | Carlos Castellan Kjell Johansson Dominique Bedel Eddie Dibbs |
| 2 febbraio  | Richmond WCT 1981 Richmond, Stati Uniti Sintetico indoor – 200 000 $ – S32/D16 Singolare - Doppio              | Yannick Noah 6–1, 3–1, ritiro              | Ivan Lendl                       | Roscoe Tanner Terry Moor         | Gene Mayer Butch Walts Raúl Ramírez Vijay Amritraj           |
| 2 febbraio  | Richmond WCT 1981 Richmond, Stati Uniti Sintetico indoor – 200 000 $ – S32/D16 Singolare - Doppio              | Tim Gullikson Bernard Mitton 3–6, 6–2, 6–3 | Brian Gottfried Raúl Ramírez     | Roscoe Tanner Terry Moor         | Gene Mayer Butch Walts Raúl Ramírez Vijay Amritraj           |
| 9 febbraio  | Pepsi Grand Slam 1981 Boca Raton, Stati Uniti Terra rossa – 300 000 $ – S4 Singolare                           | John McEnroe 6-7 6-4 6-0                   | Guillermo Vilas                  | Brian Teacher Vitas Gerulaitis   |                                                              |
| 16 febbraio | La Quinta Tennis Games 1981 La Quinta, Stati Uniti Cemento – 175 000 $ – S64/D32 Singolare - Doppio            | Jimmy Connors 6-3 7-6                      | Ivan Lendl                       | Eliot Teltscher Harold Solomon   | Pat Du Pré Tomáš Šmíd Brian Gottfried Roscoe Tanner          |
| 16 febbraio | La Quinta Tennis Games 1981 La Quinta, Stati Uniti Cemento – 175 000 $ – S64/D32 Singolare - Doppio            | Bruce Manson Brian Teacher 7–6, 6–2        | Terry Moor Eliot Teltscher       | Eliot Teltscher Harold Solomon   | Pat Du Pré Tomáš Šmíd Brian Gottfried Roscoe Tanner          |
| 23 febbraio | U.S. Indoor National Championships 1981 Memphis, USA Sintetico indoor – 200 000 $ – S64/D32 Singolare - Doppio | Gene Mayer 6-2 6-4                         | Roscoe Tanner                    | Tom Gullikson Yannick Noah       | Terry Moor Harold Solomon Fritz Buehning Peter Fleming       |
| 23 febbraio | U.S. Indoor National Championships 1981 Memphis, USA Sintetico indoor – 200 000 $ – S64/D32 Singolare - Doppio | Gene Mayer Sandy Mayer 6-2, 6-4            | Mike Cahill Tom Gullikson        | Tom Gullikson Yannick Noah       | Terry Moor Harold Solomon Fritz Buehning Peter Fleming       |
| 23 febbraio | Mexico City Open 1981 Città del Messico, Messico Terra rossa – 75 000 $ – S32/D16 Singolare - Doppio           | Jaime Fillol 6-2 6-3                       | David Carter                     | Steve Krulevitz Alfonso González | Tom Cain John Hayes Klaus Eberhard Ross Case                 |
| 23 febbraio | Mexico City Open 1981 Città del Messico, Messico Terra rossa – 75 000 $ – S32/D16 Singolare - Doppio           | Marty Davis Chris Dunk 6-3, 6-4            | John Alexander Ross Case         | Steve Krulevitz Alfonso González | Tom Cain John Hayes Klaus Eberhard Ross Case                 |

### Marzo
| Settimana | Torneo | Vincitore                                     | Finalista                       | Semifinalisti                    | Eliminati ai quarti                                                 |
| --------- | --- | --------------------------------------------- | ------------------------------- | -------------------------------- | ------------------------------------------------------------------- |
| 2 marzo   | Denver Open 1981 Denver, Stati Uniti Sintetico indoor – 125 000 $ – S32/D16 Singolare - Doppio            | Gene Mayer 6-4 6-4                            | John Sadri                      | Mel Purcell Fritz Buehning       | Bruce Manson Terry Moor Tony Giammalva Ilie Năstase                 |
| 2 marzo   | Denver Open 1981 Denver, Stati Uniti Sintetico indoor – 125 000 $ – S32/D16 Singolare - Doppio            | Andrew Pattison Butch Walts 6–3, 6–4          | Mel Purcell Dick Stockton       | Mel Purcell Fritz Buehning       | Bruce Manson Terry Moor Tony Giammalva Ilie Năstase                 |
| 2 marzo   | WCT Invitational 1981 Salisbury, Stati Uniti Sintetico indoor – 200 000 $ – S32/D16 Singolare             | Bill Scanlon 3–6, 6–2, 6–4, 3–6, 6–4          | Vijay Amritraj                  |                                  |                                                                     |
| 9 marzo   | Brussels Indoor 1981 Bruxelles, Belgio Sintetico indoor – 175 000 $ – S32/D16 Singolare - Doppio          | Jimmy Connors 6-2 6-4 6-3                     | Brian Gottfried                 | Rolf Gehring Sandy Mayer         | Vijay Amritraj Peter Rennert Kim Warwick Fritz Buehning             |
| 9 marzo   | Brussels Indoor 1981 Bruxelles, Belgio Sintetico indoor – 175 000 $ – S32/D16 Singolare - Doppio          | Sandy Mayer Frew McMillan 4–6, 6–3, 6–3       | Kevin Curren Steve Denton       | Rolf Gehring Sandy Mayer         | Vijay Amritraj Peter Rennert Kim Warwick Fritz Buehning             |
| 9 marzo   | Cairo Open 1981 Il Cairo, Egitto Terra rossa – 75 000 $ – S32/D16 Singolare - Doppio                      | Guillermo Vilas 6-2 6-3                       | Peter Elter                     | Ricardo Cano Balázs Taróczy      | Christophe Freyss Ismail El Shafei Corrado Barazzutti Ángel Giménez |
| 9 marzo   | Cairo Open 1981 Il Cairo, Egitto Terra rossa – 75 000 $ – S32/D16 Singolare - Doppio                      | Ismail El Shafei Balázs Taróczy 6–7, 6–3, 6–1 | Paolo Bertolucci Gianni Ocleppo | Ricardo Cano Balázs Taróczy      | Christophe Freyss Ismail El Shafei Corrado Barazzutti Ángel Giménez |
| 9 marzo   | Tampa Open 1981 Tampa, Stati Uniti Cemento – 75 000 $ – S32/D16 Singolare - Doppio                        | Mel Purcell 4-6 6-4 6-3                       | Jeff Borowiak                   | Butch Walts Tom Gullikson        | Robert Van't Hof Sammy Giammalva Jaime Fillol Chris Mayotte         |
| 9 marzo   | Tampa Open 1981 Tampa, Stati Uniti Cemento – 75 000 $ – S32/D16 Singolare - Doppio                        | Bernard Mitton Butch Walts 6–3, 3–6, 6–1      | David Carter Paul Kronk         | Butch Walts Tom Gullikson        | Robert Van't Hof Sammy Giammalva Jaime Fillol Chris Mayotte         |
| 16 marzo  | Lorraine Open 1981 Nancy, Francia Cemento indoor – 50 000 $ – S32/D16 Singolare - Doppio                  | Pavel Složil 6-2 7-5                          | Ilie Năstase                    | Mario Martínez José López Maeso  | Shlomo Glickstein Patrice Dominguez Thierry Tulasne Mark Edmondson  |
| 16 marzo  | Lorraine Open 1981 Nancy, Francia Cemento indoor – 50 000 $ – S32/D16 Singolare - Doppio                  | Ilie Năstase Adriano Panatta 6–4, 2–6, 6–4    | John Feaver Jiří Hřebec         | Mario Martínez José López Maeso  | Shlomo Glickstein Patrice Dominguez Thierry Tulasne Mark Edmondson  |
| 16 marzo  | Rotterdam Open 1981 Rotterdam, Paesi Bassi Sintetico indoor – 175 000 $ – S32/D16 Singolare - Doppio      | Jimmy Connors 6-1 2-6 6-2                     | Gene Mayer                      | Brian Gottfried Wojciech Fibak   | Sandy Mayer Yannick Noah Raúl Ramírez Christopher Mottram           |
| 16 marzo  | Rotterdam Open 1981 Rotterdam, Paesi Bassi Sintetico indoor – 175 000 $ – S32/D16 Singolare - Doppio      | Fritz Buehning Ferdi Taygan 7–6, 1–6, 6–4     | Gene Mayer Sandy Mayer          | Brian Gottfried Wojciech Fibak   | Sandy Mayer Yannick Noah Raúl Ramírez Christopher Mottram           |
| 23 marzo  | Milan Indoor 1981 Milano, Italia Sintetico indoor – 175 000 $ – S32/D16 Singolare - Doppio                | John McEnroe 7-6 6-4                          | Björn Borg                      | Gianni Ocleppo Sandy Mayer       | Stan Smith Gene Mayer Butch Walts Vijay Amritraj                    |
| 23 marzo  | Milan Indoor 1981 Milano, Italia Sintetico indoor – 175 000 $ – S32/D16 Singolare - Doppio                | Brian Gottfried Raúl Ramírez 7–6, 6–3         | John McEnroe Peter Rennert      | Gianni Ocleppo Sandy Mayer       | Stan Smith Gene Mayer Butch Walts Vijay Amritraj                    |
| 23 marzo  | Napa Open 1981 Napa, Stati Uniti Cemento – 50 000 $ – S32/D16 Singolare - Doppio                          | Sammy Giammalva 6-3 5-7 6-1                   | Scott Davis                     | Hank Pfister Bruce Manson        | Roscoe Tanner John Hayes Bernie Mitton Tim Mayotte                  |
| 23 marzo  | Napa Open 1981 Napa, Stati Uniti Cemento – 50 000 $ – S32/D16 Singolare - Doppio                          | Chris Mayotte Richard Meyer 6-3, 3-6, 7-6     | Tracy Delatte John Hayes        | Hank Pfister Bruce Manson        | Roscoe Tanner John Hayes Bernie Mitton Tim Mayotte                  |
| 23 marzo  | Stuttgart Indoor 1981 Stoccarda, Germania Cemento indoor – 75 000 $ – S32/D16 Singolare - Doppio          | Ivan Lendl 6-3 6-0 6-7 6-3                    | Chris Lewis                     | Wojciech Fibak Shlomo Glickstein | John Fitzgerald Paul Torre Pat Du Pré Jan Norback                   |
| 23 marzo  | Stuttgart Indoor 1981 Stoccarda, Germania Cemento indoor – 75 000 $ – S32/D16 Singolare - Doppio          | Buster Mottram Nick Saviano 3-6, 6-1, 6-2     | Craig Edwards Eddie Edwards     | Wojciech Fibak Shlomo Glickstein | John Fitzgerald Paul Torre Pat Du Pré Jan Norback                   |
| 30 marzo  | Frankfurt Grand Prix 1981 Francoforte, Germania Sintetico indoor – 175 000 $ – S32/D16 Singolare - Doppio | John McEnroe 6-2 6-3                          | Tomáš Šmíd                      | Stan Smith Heinz Günthardt       | Brian Teacher Raúl Ramírez Ilie Năstase Bob Lutz                    |
| 30 marzo  | Frankfurt Grand Prix 1981 Francoforte, Germania Sintetico indoor – 175 000 $ – S32/D16 Singolare - Doppio | Brian Teacher Butch Walts 7–5, 6–7, 7–5       | Vitas Gerulaitis John McEnroe   | Stan Smith Heinz Günthardt       | Brian Teacher Raúl Ramírez Ilie Năstase Bob Lutz                    |
| 30 marzo  | ATP Linz 1981 Linz, Austria Cemento indoor – 50 000 $ – S32/D16 Singolare - Doppio                        | Gianni Ocleppo 7-5 6-1                        | Mark Edmondson                  | Nick Saviano Russell Simpson     | Louk Sanders Chris Lewis Bernard Boileau Robert Reininger           |
| 30 marzo  | ATP Linz 1981 Linz, Austria Cemento indoor – 50 000 $ – S32/D16 Singolare - Doppio                        | Anders Järryd Hans Simonsson 6–4, 7–6         | Brad Drewett Pavel Složil       | Nick Saviano Russell Simpson     | Louk Sanders Chris Lewis Bernard Boileau Robert Reininger           |

### Aprile
| Settimana | Torneo | Vincitore                                  | Finalista                                                                 | Semifinalisti                  | Eliminati ai quarti                                                  |
| --------- | --- | ------------------------------------------ | ------------------------------------------------------------------------- | ------------------------------ | -------------------------------------------------------------------- |
| 6 aprile  | Houston Open 1981 Houston, Stati Uniti Terra rossa – 175 000 $ – S32/D16 Singolare - Doppio                         | Guillermo Vilas 6-2 6-4                    | Sammy Giammalva                                                           | Víctor Pecci Bruce Manson      | José Higueras Harold Solomon Eddie Dibbs Mel Purcell                 |
| 6 aprile  | Houston Open 1981 Houston, Stati Uniti Terra rossa – 175 000 $ – S32/D16 Singolare - Doppio                         | Mark Edmondson Sherwood Stewart 6-4, 6-3   | Anand Amritraj Fred McNair                                                | Víctor Pecci Bruce Manson      | José Higueras Harold Solomon Eddie Dibbs Mel Purcell                 |
| 6 aprile  | Johannesburg Indoor 1981 Johannesburg, Sudafrica Cemento – 72 000 $ – S32/D16 Singolare - Doppio                    | Kevin Curren 6-4 6-4                       | Bernie Mitton                                                             | Peter Feigl Shlomo Glickstein  | Tian Viljoen Deon Joubert Tony Graham Raymond Moore                  |
| 6 aprile  | Johannesburg Indoor 1981 Johannesburg, Sudafrica Cemento – 72 000 $ – S32/D16 Singolare - Doppio                    | Bernard Mitton Raymond Moore 7-5, 3-6, 6-1 | Shlomo Glickstein David Schneider                                         | Peter Feigl Shlomo Glickstein  | Tian Viljoen Deon Joubert Tony Graham Raymond Moore                  |
| 6 aprile  | ATP Nizza 1981 Nizza, Francia Terra rossa – 50 000 $ – S32/D16 Singolare - Doppio                                   | Yannick Noah 6-4 6-2                       | Mario Martínez                                                            | Manuel Orantes Balázs Taróczy  | Paul Torre Željko Franulović Ricardo Cano Ángel Giménez              |
| 6 aprile  | ATP Nizza 1981 Nizza, Francia Terra rossa – 50 000 $ – S32/D16 Singolare - Doppio                                   | Yannick Noah Pascal Portes 4-6, 6-3, 6-4   | Chris Lewis Pavel Složil                                                  | Manuel Orantes Balázs Taróczy  | Paul Torre Željko Franulović Ricardo Cano Ángel Giménez              |
| 13 aprile | Los Angeles Open 1981 Los Angeles, California, Stati Uniti Cemento – 75 000 $ – S32/D16 Singolare - Doppio          | John McEnroe 6-7 6-3 6-3                   | Sandy Mayer                                                               | Bill Scanlon Nick Saviano      | Stan Smith Walter Redondo Brian Teacher John Lloyd                   |
| 13 aprile | Los Angeles Open 1981 Los Angeles, California, Stati Uniti Cemento – 75 000 $ – S32/D16 Singolare - Doppio          | John McEnroe Ferdi Taygan 6-4, 6-4         | Tom Gullikson Butch Walts                                                 | Bill Scanlon Nick Saviano      | Stan Smith Walter Redondo Brian Teacher John Lloyd                   |
| 13 aprile | Monte Carlo Open 1981 Monte Carlo, Monaco Terra rossa – 250 000 $ – S32/D16 Singolare - Doppio                      |                                            | Guillermo Vilas Jimmy Connors finale non terminata e titolo mai assegnato | Adriano Panatta Balázs Taróczy | José Higueras Tomáš Šmíd Ricardo Cano Yannick Noah                   |
| 13 aprile | Monte Carlo Open 1981 Monte Carlo, Monaco Terra rossa – 250 000 $ – S32/D16 Singolare - Doppio                      | Heinz Günthardt Markus Günthardt 6-3, 6-3  | Pavel Složil Tomáš Šmíd                                                   | Adriano Panatta Balázs Taróczy | José Higueras Tomáš Šmíd Ricardo Cano Yannick Noah                   |
| 20 aprile | British Hard Court Championships 1981 Bournemouth, Gran Bretagna Terra rossa– 75 000 $ – S32/D16 Singolare - Doppio | Víctor Pecci 6-3 6-4                       | Balázs Taróczy                                                            | Manuel Orantes Tomáš Šmíd      | Christopher Mottram Guillermo Aubone Thierry Tulasne Dominique Bedel |
| 20 aprile | British Hard Court Championships 1981 Bournemouth, Gran Bretagna Terra rossa– 75 000 $ – S32/D16 Singolare - Doppio | Ricardo Cano Víctor Pecci 6–4, 3–6, 6–3    | Buster Mottram Tomáš Šmíd                                                 | Manuel Orantes Tomáš Šmíd      | Christopher Mottram Guillermo Aubone Thierry Tulasne Dominique Bedel |
| 20 aprile | Alan King Tennis Classic 1981 Las Vegas, Stati Uniti Cemento – 340 000 $ – S32/D16 Singolare - Doppio               | Ivan Lendl 6-4 6-2                         | Harold Solomon                                                            | Brian Teacher Roscoe Tanner    | Stan Smith Vitas Gerulaitis Brian Gottfried John Austin              |
| 20 aprile | Alan King Tennis Classic 1981 Las Vegas, Stati Uniti Cemento – 340 000 $ – S32/D16 Singolare - Doppio               | Peter Fleming John McEnroe 6–3, 7–6        | Tracy Delatte Trey Waltke                                                 | Brian Teacher Roscoe Tanner    | Stan Smith Vitas Gerulaitis Brian Gottfried John Austin              |
| 28 aprile | WCT Finals 1981 Dallas, Stati Uniti Sintetico indoor – 250 000 $ – S8 Singolare                                     | John McEnroe 6-1 6-2 6-4                   | Johan Kriek                                                               | Brian Gottfried Roscoe Tanner  | Sandy Mayer Sammy Giammalva Wojciech Fibak Vijay Amritraj            |

### Maggio
| Settimana           | Torneo | Vincitore                                        | Finalista                        | Semifinalisti                 | Eliminati ai quarti                                                |
| ------------------- | --- | ------------------------------------------------ | -------------------------------- | ----------------------------- | ------------------------------------------------------------------ |
| 4 maggio            | WCT Tournament of Champions 1981 Forest Hills, Stati Uniti Terra rossa – 592 000 $ – S64/D32 Singolare - Doppio          | Eddie Dibbs 6-3 6-2                              | Carlos Kirmayr                   | Wojciech Fibak Víctor Pecci   | Balázs Taróczy Eliot Teltscher Mel Purcell José Luis Clerc         |
| 4 maggio            | WCT Tournament of Champions 1981 Forest Hills, Stati Uniti Terra rossa – 592 000 $ – S64/D32 Singolare - Doppio          | Peter Fleming John McEnroe 6–4, 6–4              | John Fitzgerald Andy Kohlberg    | Wojciech Fibak Víctor Pecci   | Balázs Taróczy Eliot Teltscher Mel Purcell José Luis Clerc         |
| 11 maggio           | ATP Firenze 1981 Firenze, Italia Terra rossa – 50 000 $ – S32/D16 Singolare - Doppio                                     | José Luis Clerc 6-1 6-2                          | Raúl Ramírez                     | Pavel Složil Gilles Moretton  | Fernando Dalla-Fontana Diego Pérez Paolo Bertolucci Patrick Proisy |
| 11 maggio           | ATP Firenze 1981 Firenze, Italia Terra rossa – 50 000 $ – S32/D16 Singolare - Doppio                                     | Raúl Ramírez Pavel Složil 6-3, 3-6, 6-3          | Paolo Bertolucci Adriano Panatta | Pavel Složil Gilles Moretton  | Fernando Dalla-Fontana Diego Pérez Paolo Bertolucci Patrick Proisy |
| 11 maggio           | ATP German Open 1981 Amburgo, Germania dell'Ovest Terra rossa – 230 000 $ – S64/D32 Singolare - Doppio                   | Peter McNamara 7-6, 6-1, 4-6, 6-4                | Jimmy Connors                    | Balázs Taróczy Harold Solomon | Tomáš Šmíd Tony Giammalva Ángel Giménez Corrado Barazzutti         |
| 11 maggio           | ATP German Open 1981 Amburgo, Germania dell'Ovest Terra rossa – 230 000 $ – S64/D32 Singolare - Doppio                   | Hans Gildemeister Andrés Gómez 6-4, 3-6, 6-4     | Peter McNamara Paul McNamee      | Balázs Taróczy Harold Solomon | Tomáš Šmíd Tony Giammalva Ángel Giménez Corrado Barazzutti         |
| 18 maggio           | Internazionali di Tennis di Baviera 1981 Monaco di Baviera, Germania Terra rossa – 75 000 $ – S32/D16 Singolare - Doppio | Chris Lewis 4-6 6-2 2-6                          | Christophe Roger-Vasselin        | Uli Pinner Rolf Gehring       | Fernando Luna Pavel Složil Shlomo Glickstein Butch Walts           |
| 18 maggio           | Internazionali di Tennis di Baviera 1981 Monaco di Baviera, Germania Terra rossa – 75 000 $ – S32/D16 Singolare - Doppio | David Carter Paul Kronk 6-3, 6-4                 | Eric Fromm Shlomo Glickstein     | Uli Pinner Rolf Gehring       | Fernando Luna Pavel Složil Shlomo Glickstein Butch Walts           |
| 18 maggio           | Internazionali d'Italia 1981 Roma, Italia Terra rossa – 200 000 $ – S64/D32 Singolare - Doppio                           | José Luis Clerc 6–3, 6–4, 6–0                    | Víctor Pecci                     | Guillermo Vilas Ivan Lendl    | Balázs Taróczy Peter McNamara Adriano Panatta Eddie Dibbs          |
| 18 maggio           | Internazionali d'Italia 1981 Roma, Italia Terra rossa – 200 000 $ – S64/D32 Singolare - Doppio                           | Hans Gildemeister Andrés Gómez 7–5, 6–2          | Bruce Manson Tomáš Šmíd          | Guillermo Vilas Ivan Lendl    | Balázs Taróczy Peter McNamara Adriano Panatta Eddie Dibbs          |
| 25 maggio 1º giugno | Open di Francia 1981 Parigi, Francia Grande Slam Terra rossa Singolare - Doppio - Doppio misto                           | Björn Borg 6–1, 4–6, 6–2, 3–6, 6–1               | Ivan Lendl                       | Víctor Pecci José Luis Clerc  | Balázs Taróczy Yannick Noah John McEnroe Jimmy Connors             |
| 25 maggio 1º giugno | Open di Francia 1981 Parigi, Francia Grande Slam Terra rossa Singolare - Doppio - Doppio misto                           | Heinz Günthardt Balázs Taróczy 6–2, 7–6, 6–3     | Terry Moor Eliot Teltscher       | Víctor Pecci José Luis Clerc  | Balázs Taróczy Yannick Noah John McEnroe Jimmy Connors             |
| 25 maggio 1º giugno | Open di Francia 1981 Parigi, Francia Grande Slam Terra rossa Singolare - Doppio - Doppio misto                           | Doppio misto: Andrea Jaeger James Arias 7–6, 6–4 | Betty Stöve Frederick McNair     | Víctor Pecci José Luis Clerc  | Balázs Taróczy Yannick Noah John McEnroe Jimmy Connors             |

### Giugno
| Settimana           | Torneo                                                                                              | Vincitore                                                | Finalista                   | Semifinalisti                  | Eliminati ai quarti                                        |
| ------------------- | --------------------------------------------------------------------------------------------------- | -------------------------------------------------------- | --------------------------- | ------------------------------ | ---------------------------------------------------------- |
| 8 giugno            | Brussels Outdoor 1981 Bruxelles, Belgio Terra rossa – 50 000 $ – S32/D16 Singolare - Doppio         | Marko Ostoja 4-6 6-4 7-5                                 | Ricardo Ycaza               | Steve Krulevitz Diego Pérez    | Adriano Panatta Per Hjertquist Mario Martínez Andrés Gómez |
| 8 giugno            | Brussels Outdoor 1981 Bruxelles, Belgio Terra rossa – 50 000 $ – S32/D16 Singolare - Doppio         | Ricardo Cano Andrés Gómez 6–2, 6–2                       | Carlos Kirmayr Cássio Motta | Steve Krulevitz Diego Pérez    | Adriano Panatta Per Hjertquist Mario Martínez Andrés Gómez |
| 8 giugno            | Queen's Club Championships 1981 Londra, Gran Bretagna Erba – 150 000 $ – S64/D32 Singolare - Doppio | John McEnroe 7-6 7-5                                     | Brian Gottfried             | Brian Teacher John Sadri       | Hank Pfister Peter Rennert Eddie Edwards Kevin Curren      |
| 8 giugno            | Queen's Club Championships 1981 Londra, Gran Bretagna Erba – 150 000 $ – S64/D32 Singolare - Doppio | Pat Du Pré Brian Teacher 3–6, 7–6, 11–9                  | Kevin Curren Steve Denton   | Brian Teacher John Sadri       | Hank Pfister Peter Rennert Eddie Edwards Kevin Curren      |
| 13 giugno           | Bristol Open 1981 Bristol, Gran Bretagna Erba – 75 000 $ – S32/D16 Singolare - Doppio               | Mark Edmondson 6-3 5-7 6-4                               | Roscoe Tanner               | Paul McNamee Johan Kriek       | Phil Dent Tim Mayotte Russell Simpson Tim Gullikson        |
| 13 giugno           | Bristol Open 1981 Bristol, Gran Bretagna Erba – 75 000 $ – S32/D16 Singolare - Doppio               | Billy Martin Russell Simpson 3–6, 6–3, 12–10             | John Austin Johan Kriek     | Paul McNamee Johan Kriek       | Phil Dent Tim Mayotte Russell Simpson Tim Gullikson        |
| 13 giugno           | ATP Venezia 1981 Venezia, Italia Terra rossa – 50 000 $ – S32/D16 Singolare - Doppio                | Mario Martínez 6-4 6-4                                   | Paolo Bertolucci            | Pedro Rebolledo Marcos Hocevar | Adriano Panatta Diego Pérez Uli Pinner José Higueras       |
| 22 giugno 29 giugno | Torneo di Wimbledon 1981 Wimbledon, Gran Bretagna Grande Slam Erba Singolare - Doppio - Misto       | John McEnroe 4–6, 7–6(1), 7–6(4), 6–4                    | Björn Borg                  | Jimmy Connors Rod Frawley      | Peter McNamara Vijay Amritraj Tim Mayotte Johan Kriek      |
| 22 giugno 29 giugno | Torneo di Wimbledon 1981 Wimbledon, Gran Bretagna Grande Slam Erba Singolare - Doppio - Misto       | Peter Fleming John McEnroe 6–4, 6–4, 6–4                 | Robert Lutz Stan Smith      | Jimmy Connors Rod Frawley      | Peter McNamara Vijay Amritraj Tim Mayotte Johan Kriek      |
| 22 giugno 29 giugno | Torneo di Wimbledon 1981 Wimbledon, Gran Bretagna Grande Slam Erba Singolare - Doppio - Misto       | Doppio misto: Betty Stöve Frew McMillan 4–6, 7–6(2), 6–3 | Tracy Austin John Austin    | Jimmy Connors Rod Frawley      | Peter McNamara Vijay Amritraj Tim Mayotte Johan Kriek      |

### Luglio
| Settimana | Torneo | Vincitore                                    | Finalista                         | Semifinalisti                   | Eliminati ai quarti                                                  |
| --------- | --- | -------------------------------------------- | --------------------------------- | ------------------------------- | -------------------------------------------------------------------- |
| 6 luglio  | Swiss Open Gstaad 1981 Gstaad, Svizzera Terra rossa – 125 000 $ – S32/D16 Singolare - Doppio                               | Wojciech Fibak 6-1 7-6                       | Yannick Noah                      | Carlos Kirmayr Heinz Günthardt  | Jose Luis Damiani Marcos Hocevar Fernando Dalla-Fontana Víctor Pecci |
| 6 luglio  | Swiss Open Gstaad 1981 Gstaad, Svizzera Terra rossa – 125 000 $ – S32/D16 Singolare - Doppio                               | Heinz Günthardt Markus Günthardt 6-4, 6-1    | David Carter Paul Kronk           | Carlos Kirmayr Heinz Günthardt  | Jose Luis Damiani Marcos Hocevar Fernando Dalla-Fontana Víctor Pecci |
| 6 luglio  | Hall of Fame Tennis Championships 1981 Newport, USA Erba – 100 000 $ – S32/D16 Singolare - Doppio                          | Johan Kriek 3-6 6-3 7-5                      | Hank Pfister                      | Craig Wittus Erik Van Dillen    | Anand Amritraj Brad Drewett Tim Wilkison Jim Delaney                 |
| 6 luglio  | Hall of Fame Tennis Championships 1981 Newport, USA Erba – 100 000 $ – S32/D16 Singolare - Doppio                          | Brad Drewett Erik Van Dillen 6-2, 6-4        | Kevin Curren Billy Martin         | Craig Wittus Erik Van Dillen    | Anand Amritraj Brad Drewett Tim Wilkison Jim Delaney                 |
| 13 luglio | U.S. Pro Tennis Championships 1981 Boston, Massachusetts, Stati Uniti Terra rossa – 175 000 $ – S32/D16 Singolare - Doppio | José Luis Clerc 0-6 6-2 6-2                  | Hans Gildemeister                 | Eliot Teltscher Bernard Fritz   | Manuel Orantes Ricardo Cano Jose Luis Damiani Ángel Giménez          |
| 13 luglio | U.S. Pro Tennis Championships 1981 Boston, Massachusetts, Stati Uniti Terra rossa – 175 000 $ – S32/D16 Singolare - Doppio | Raúl Ramírez Pavel Složil 6-4, 7-6           | Hans Gildemeister Andrés Gómez    | Eliot Teltscher Bernard Fritz   | Manuel Orantes Ricardo Cano Jose Luis Damiani Ángel Giménez          |
| 13 luglio | Austrian Open 1981 Kitzbühel, Austria Terra rossa – 75 000 $ – S64/D32 Singolare - Doppio                                  | John Fitzgerald 3-6 6-3 7-5                  | Guillermo Vilas                   | Vitas Gerulaitis Klaus Eberhard | Per Hjertquist Fernando Luna Wojciech Fibak Víctor Pecci             |
| 13 luglio | Austrian Open 1981 Kitzbühel, Austria Terra rossa – 75 000 $ – S64/D32 Singolare - Doppio                                  | David Carter Paul Kronk 7-6, 6-1             | Marko Ostoja Louk Sanders         | Vitas Gerulaitis Klaus Eberhard | Per Hjertquist Fernando Luna Wojciech Fibak Víctor Pecci             |
| 13 luglio | Mercedes Cup 1981 Stoccarda, Germania Terra rossa – 75 000 $ – S32/D16 Singolare - Doppio                                  | Björn Borg 1-6, 7-6, 6-2, 6-4                | Ivan Lendl                        | Andreas Maurer Peter McNamara   | Paul McNamee Haroon Ismail Tomáš Šmíd Mark Edmondson                 |
| 13 luglio | Mercedes Cup 1981 Stoccarda, Germania Terra rossa – 75 000 $ – S32/D16 Singolare - Doppio                                  | Peter McNamara Paul McNamee 2-6, 6-4, 7-6    | Mark Edmondson Mike Estep         | Andreas Maurer Peter McNamara   | Paul McNamee Haroon Ismail Tomáš Šmíd Mark Edmondson                 |
| 20 luglio | Swedish Open 1981 Båstad, Svezia Terra rossa – 75 000 $ – S32/D16 Singolare - Doppio                                       | Thierry Tulasne 6-2 6-3                      | Anders Järryd                     | Joakim Nyström Fernando Luna    | Peter McNamara Mark Edmondson John Fitzgerald Paul McNamee           |
| 20 luglio | Swedish Open 1981 Båstad, Svezia Terra rossa – 75 000 $ – S32/D16 Singolare - Doppio                                       | Mark Edmondson John Fitzgerald 2-6, 7-5, 6-0 | Anders Järryd Hans Simonsson      | Joakim Nyström Fernando Luna    | Peter McNamara Mark Edmondson John Fitzgerald Paul McNamee           |
| 20 luglio | Dutch Open 1981 Hilversum, Paesi Bassi Terra rossa – 75 000 $ – S32/D16 Singolare - Doppio                                 | Balázs Taróczy 6-3 6-7 6-4                   | Heinz Günthardt                   | Wojciech Fibak Roland Stadler   | Erick Iskersky Tomáš Šmíd Shlomo Glickstein Jeff Borowiak            |
| 20 luglio | Dutch Open 1981 Hilversum, Paesi Bassi Terra rossa – 75 000 $ – S32/D16 Singolare - Doppio                                 | Heinz Günthardt Balázs Taróczy 6-0 6-2       | Raymond Moore Andrew Pattison     | Wojciech Fibak Roland Stadler   | Erick Iskersky Tomáš Šmíd Shlomo Glickstein Jeff Borowiak            |
| 20 luglio | Washington Open 1981 Washington, Stati Uniti Terra rossa – 200 000 $ – S64/D32 Singolare - Doppio                          | José Luis Clerc 7-5 6-2                      | Guillermo Vilas                   | Andrés Gómez Stanislav Birner   | Ivan Lendl Mario Martínez Raúl Ramírez Mel Purcell                   |
| 20 luglio | Washington Open 1981 Washington, Stati Uniti Terra rossa – 200 000 $ – S64/D32 Singolare - Doppio                          | Raúl Ramírez Van Winitsky 5-7, 7-6, 7-6      | Pavel Složil Ferdi Taygan         | Andrés Gómez Stanislav Birner   | Ivan Lendl Mario Martínez Raúl Ramírez Mel Purcell                   |
| 28 luglio | ATP Volvo International 1981 North Conway, Stati Uniti Terra rossa – 175 000 $ – S64/D32 Singolare - Doppio                | José Luis Clerc 6-3 6-2                      | Guillermo Vilas                   | Eliot Teltscher Ivan Lendl      | José Higueras Pavel Složil Eddie Dibbs Harold Solomon                |
| 28 luglio | ATP Volvo International 1981 North Conway, Stati Uniti Terra rossa – 175 000 $ – S64/D32 Singolare - Doppio                | Heinz Günthardt Peter McNamara 7–5, 6–4      | Pavel Složil Ferdi Taygan         | Eliot Teltscher Ivan Lendl      | José Higueras Pavel Složil Eddie Dibbs Harold Solomon                |
| 28 luglio | South Orange Open 1981 South Orange, Stati Uniti Terra rossa – 75 000 $ – S64/D32 Singolare - Doppio                       | Shlomo Glickstein 6-3 5-7 6-4                | Dick Stockton                     | Manuel Orantes Nick Saviano     | Gene Mayer Brad Drewett Jimmy Arias Gregoire Rafaitin                |
| 28 luglio | South Orange Open 1981 South Orange, Stati Uniti Terra rossa – 75 000 $ – S64/D32 Singolare - Doppio                       | Fritz Buehning Andrew Pattison 6–1, 6–4      | Shlomo Glickstein David Schneider | Manuel Orantes Nick Saviano     | Gene Mayer Brad Drewett Jimmy Arias Gregoire Rafaitin                |

### Agosto
| Settimana             | Torneo | Vincitore                                      | Finalista                      | Semifinalisti                    | Eliminati ai quarti                                        |
| --------------------- | --- | ---------------------------------------------- | ------------------------------ | -------------------------------- | ---------------------------------------------------------- |
| 3 agosto              | Columbus Open 1981 Columbus, Stati Uniti Cemento – 75 000 $ – S32/D16 Singolare - Doppio                                 | Brian Teacher 6-3 6-2                          | John Austin                    | Nick Saviano Hank Pfister        | Stan Smith Peter Fleming Tim Gullikson Phil Dent           |
| 3 agosto              | Columbus Open 1981 Columbus, Stati Uniti Cemento – 75 000 $ – S32/D16 Singolare - Doppio                                 | Bruce Manson Brian Teacher 6–1, 6–1            | Anand Amritraj Vijay Amritraj  | Nick Saviano Hank Pfister        | Stan Smith Peter Fleming Tim Gullikson Phil Dent           |
| 3 agosto              | U.S. Men's Clay Court Championships 1981 Indianapolis, Indiana, USA Terra rossa – 200 000 $ – S64/D32 Singolare - Doppio | José Luis Clerc 4-6 6-4 6-2                    | Ivan Lendl                     | Guillermo Vilas John Alexander   | Jose Luis Damiani Ricardo Cano Gilles Moretton Mel Purcell |
| 3 agosto              | U.S. Men's Clay Court Championships 1981 Indianapolis, Indiana, USA Terra rossa – 200 000 $ – S64/D32 Singolare - Doppio | Kevin Curren Steve Denton 6-3, 5-7, 7-5        | Raúl Ramírez Van Winitsky      | Guillermo Vilas John Alexander   | Jose Luis Damiani Ricardo Cano Gilles Moretton Mel Purcell |
| 10 agosto             | ATP Cleveland 1981 Cleveland, Stati Uniti Cemento – 75 000 $ – S32/D16 Singolare - Doppio                                | Gene Mayer 6-1 6-4                             | David Siegler                  | Rodney Harmon Hank Pfister       | Ben Testerman Ernesto Fernández Chris Dunk Colin Dibley    |
| 10 agosto             | ATP Cleveland 1981 Cleveland, Stati Uniti Cemento – 75 000 $ – S32/D16 Singolare - Doppio                                | Erik Van Dillen Van Winitsky 6–4, 5–7, 7–5     | Syd Ball Ross Case             | Rodney Harmon Hank Pfister       | Ben Testerman Ernesto Fernández Chris Dunk Colin Dibley    |
| 10 agosto             | Canada Open 1981 Montréal, Canada Cemento – 200 000 $ – S64/D32 Singolare - Doppio                                       | Ivan Lendl 6-3 6-2                             | Eliot Teltscher                | Vijay Amritraj Shlomo Glickstein | Steve Denton Heinz Günthardt Brian Teacher Ramesh Krishnan |
| 10 agosto             | Canada Open 1981 Montréal, Canada Cemento – 200 000 $ – S64/D32 Singolare - Doppio                                       | Raúl Ramírez Ferdi Taygan 2-6, 7-6, 6-4        | Peter Fleming John McEnroe     | Vijay Amritraj Shlomo Glickstein | Steve Denton Heinz Günthardt Brian Teacher Ramesh Krishnan |
| 10 agosto             | Stowe Open 1981 Stowe, Stati Uniti Cemento – 75 000 $ – S32/D16 Singolare - Doppio                                       | Brian Gottfried 6-3 6-3                        | Tony Graham                    | Jimmy Arias Marko Ostoja         | Johan Kriek Fritz Buehning Larry Stefanki Gilles Moretton  |
| 10 agosto             | Stowe Open 1981 Stowe, Stati Uniti Cemento – 75 000 $ – S32/D16 Singolare - Doppio                                       | Johan Kriek Larry Stefanki 2–6, 6–1, 6–2       | Brian Gottfried Robert Lutz    | Jimmy Arias Marko Ostoja         | Johan Kriek Fritz Buehning Larry Stefanki Gilles Moretton  |
| 17 agosto             | Atlanta Open 1981 Atlanta, Stati Uniti Cemento – 75 000 $ – S32/D16 Singolare - Doppio                                   | Mel Purcell 6-4 6-2                            | Gilles Moretton                | Eliot Teltscher Fritz Buehning   | Terry Moor Tim Mayotte Phil Dent Tony Giammalva            |
| 17 agosto             | Atlanta Open 1981 Atlanta, Stati Uniti Cemento – 75 000 $ – S32/D16 Singolare - Doppio                                   | Fritz Buehning Peter Fleming 6-4, 6-2          | Sammy Giammalva Tony Giammalva | Eliot Teltscher Fritz Buehning   | Terry Moor Tim Mayotte Phil Dent Tony Giammalva            |
| 17 agosto             | Cincinnati Open 1981 Cincinnati, Stati Uniti Cemento - 200 000 $ Singolare - Doppio                                      | John McEnroe 6-3 6-4                           | Chris Lewis                    | Raúl Ramírez Stan Smith          | Bob Lutz Thierry Tulasne Bill Scanlon Vitas Gerulaitis     |
| 17 agosto             | Cincinnati Open 1981 Cincinnati, Stati Uniti Cemento - 200 000 $ Singolare - Doppio                                      | John McEnroe Ferdi Taygan 6-2, 6-3             | Steve Denton Mark Edmondson    | Raúl Ramírez Stan Smith          | Bob Lutz Thierry Tulasne Bill Scanlon Vitas Gerulaitis     |
| 31 agosto 7 settembre | US Open 1981 New York, Stati Uniti Grande Slam Cemento - 128S/64D Singolare - Doppio - Doppio misto                      | John McEnroe 4–6, 6–2, 6–4, 6–3                | Björn Borg                     | Vitas Gerulaitis Jimmy Connors   | Ramesh Krishnan Bruce Manson Eliot Teltscher Roscoe Tanner |
| 31 agosto 7 settembre | US Open 1981 New York, Stati Uniti Grande Slam Cemento - 128S/64D Singolare - Doppio - Doppio misto                      | John McEnroe Peter Fleming walkover            | Heinz Günthardt Peter McNamara | Vitas Gerulaitis Jimmy Connors   | Ramesh Krishnan Bruce Manson Eliot Teltscher Roscoe Tanner |
| 31 agosto 7 settembre | US Open 1981 New York, Stati Uniti Grande Slam Cemento - 128S/64D Singolare - Doppio - Doppio misto                      | Doppio misto: Anne Smith Kevin Curren 6–4, 7-6 | JoAnne Russell Steve Denton    | Vitas Gerulaitis Jimmy Connors   | Ramesh Krishnan Bruce Manson Eliot Teltscher Roscoe Tanner |

### Settembre
| Settimana    | Torneo | Vincitore                                              | Finalista                       | Semifinalisti                    | Eliminati ai quarti                                          |
| ------------ | --- | ------------------------------------------------------ | ------------------------------- | -------------------------------- | ------------------------------------------------------------ |
| 14 settembre | Campionati Internazionali di Sicilia 1981 Palermo, Italia Terra rossa – 75 000 $ – S32/D16 Singolare - Doppio             | Manuel Orantes 6-4 6-0 6-0                             | Pedro Rebolledo                 | José Higueras Corrado Barazzutti | Alejandro Pierola Mario Martínez Jaime Fillol Wojciech Fibak |
| 14 settembre | Campionati Internazionali di Sicilia 1981 Palermo, Italia Terra rossa – 75 000 $ – S32/D16 Singolare - Doppio             | José Luis Damiani Diego Pérez 6-1, 6-4                 | Jaime Fillol Belus Prajoux      | José Higueras Corrado Barazzutti | Alejandro Pierola Mario Martínez Jaime Fillol Wojciech Fibak |
| 14 settembre | ATP World of Doubles 1981 Sawgrass, Stati Uniti Terra rossa – 175 000 $ – D32 Doppio                                      | Heinz Günthardt Peter McNamara 7–6, 3–6, 7–6, 5–7, 6–4 | Robert Lutz Stan Smith          |                                  |                                                              |
| 21 settembre | Bordeaux Open 1981 Bordeaux, Francia Terra rossa – 75 000 $ – S32/D16 Singolare - Doppio                                  | Andrés Gómez 7-6 7-6 6-1                               | Thierry Tulasne                 | Pascal Portes Fernando Luna      | Yannick Noah Jim Gurfein Gabriel Urpi Erick Iskersky         |
| 21 settembre | Bordeaux Open 1981 Bordeaux, Francia Terra rossa – 75 000 $ – S32/D16 Singolare - Doppio                                  | Andrés Gómez Belus Prajoux 7-5, 6-3                    | Jim Gurfein Anders Järryd       | Pascal Portes Fernando Luna      | Yannick Noah Jim Gurfein Gabriel Urpi Erick Iskersky         |
| 21 settembre | Geneva Open 1981 Ginevra, Svizzera Terra rossa – 75 000 $ – S32/D16 Singolare - Doppio                                    | Björn Borg 6-4 6-3                                     | Tomáš Šmíd                      | Manuel Orantes Joakim Nyström    | Heinz Günthardt Jose Luis Damiani Ricardo Ycaza Ricardo Cano |
| 21 settembre | Geneva Open 1981 Ginevra, Svizzera Terra rossa – 75 000 $ – S32/D16 Singolare - Doppio                                    | Heinz Günthardt Balázs Taróczy 6–4, 3–6, 6–2           | Pavel Složil Tomáš Šmíd         | Manuel Orantes Joakim Nyström    | Heinz Günthardt Jose Luis Damiani Ricardo Ycaza Ricardo Cano |
| 21 settembre | Pacific Coast Championships 1981 San Francisco, California, USA Sintetico indoor – 200 000 $ – S64/D32 Singolare - Doppio | Eliot Teltscher 6-3 7-6                                | Brian Teacher                   | Bill Scanlon Vijay Amritraj      | John McEnroe Tim Mayotte Pat Du Pré Jimmy Connors            |
| 21 settembre | Pacific Coast Championships 1981 San Francisco, California, USA Sintetico indoor – 200 000 $ – S64/D32 Singolare - Doppio | Peter Fleming John McEnroe 6-2, 6-2                    | Mark Edmondson Sherwood Stewart | Bill Scanlon Vijay Amritraj      | John McEnroe Tim Mayotte Pat Du Pré Jimmy Connors            |
| 29 settembre | Madrid Tennis Grand Prix 1981 Madrid, Spagna Terra rossa – 75 000 $ – S32/D16 Singolare - Doppio                          | Ivan Lendl 6-3 6-2 6-2                                 | Pablo Arraya                    | Andrés Gómez José López Maeso    | Joakim Nyström Jaime Fillol Tomáš Šmíd Pedro Rebolledo       |
| 29 settembre | Madrid Tennis Grand Prix 1981 Madrid, Spagna Terra rossa – 75 000 $ – S32/D16 Singolare - Doppio                          | Hans Gildemeister Andrés Gómez 6-2, 3-6, 6-3           | Markus Günthardt Tomáš Šmíd     | Andrés Gómez José López Maeso    | Joakim Nyström Jaime Fillol Tomáš Šmíd Pedro Rebolledo       |
| 29 settembre | Hawaiian Open 1981 Maui, Hawaii, Stati Uniti Cemento – 50 000 $ – S32/D16 Singolare - Doppio                              | Hank Pfister 6-4 6-4                                   | Tim Mayotte                     | Bill Scanlon John Alexander      | Brad Gilbert Nick Saviano Tom Gullikson Tom Leonard          |
| 29 settembre | Hawaiian Open 1981 Maui, Hawaii, Stati Uniti Cemento – 50 000 $ – S32/D16 Singolare - Doppio                              | Tony Graham Matt Mitchell 6–3, 3–6, 7–6                | John Alexander James Delaney    | Bill Scanlon John Alexander      | Brad Gilbert Nick Saviano Tom Gullikson Tom Leonard          |

### Ottobre
| Settimana  | Torneo | Vincitore                                    | Finalista                       | Semifinalisti                   | Eliminati ai quarti                                              |
| ---------- | --- | -------------------------------------------- | ------------------------------- | ------------------------------- | ---------------------------------------------------------------- |
| 5 ottobre  | Torneo Godó 1981 Barcellona, Spagna Terra rossa – 175 000 $ – S64/D32 Singolare - Doppio                       | Ivan Lendl 6-0 6-3 6-0                       | Guillermo Vilas                 | Yannick Noah Eddie Dibbs        | Adriano Panatta Tomáš Šmíd Pedro Rebolledo Balázs Taróczy        |
| 5 ottobre  | Torneo Godó 1981 Barcellona, Spagna Terra rossa – 175 000 $ – S64/D32 Singolare - Doppio                       | Anders Järryd Hans Simonsson 6-1, 6-4        | Andrés Gómez Hans Gildemeister  | Yannick Noah Eddie Dibbs        | Adriano Panatta Tomáš Šmíd Pedro Rebolledo Balázs Taróczy        |
| 5 ottobre  | South Pacific Tennis Classic 1981 Brisbane, Australia Erba – 50 000 $ – S32/D16 Singolare - Doppio             | Mark Edmondson 7-6 3-6 6-4                   | Chris Lewis                     | Phil Dent Rod Frawley           | Syd Ball John Alexander Charles Fancutt Brad Guan                |
| 5 ottobre  | South Pacific Tennis Classic 1981 Brisbane, Australia Erba – 50 000 $ – S32/D16 Singolare - Doppio             | Rod Frawley Chris Lewis 7-5, 4-6, 7–6(4)     | Mark Edmondson Mike Estep       | Phil Dent Rod Frawley           | Syd Ball John Alexander Charles Fancutt Brad Guan                |
| 5 ottobre  | Tel Aviv Open 1981 Israele, Tel Aviv Cemento – 50 000 $ – S32/D16 Singolare - Doppio                           | Mel Purcell 6-1 6-1                          | Per Hjertquist                  | Steve Krulevitz Klaus Eberhard  | Eric Wilborts Vincent Van patten Dick Stockton Shlomo Glickstein |
| 5 ottobre  | Tel Aviv Open 1981 Israele, Tel Aviv Cemento – 50 000 $ – S32/D16 Singolare - Doppio                           | Steve Meister Van Winitsky 3–6, 6–3, 6–3     | John Feaver Steve Krulevitz     | Steve Krulevitz Klaus Eberhard  | Eric Wilborts Vincent Van patten Dick Stockton Shlomo Glickstein |
| 12 ottobre | Swiss Indoors 1981 Basilea, Svizzera Cemento indoor – 75 000 $ – S32/D16 Singolare - Doppio                    | Ivan Lendl 6-2 6-3 6-0                       | José Luis Clerc                 | Heinz Günthardt Trey Waltke     | Eddie Dibbs Andrés Gómez Sammy Giammalva Steve Krulevitz         |
| 12 ottobre | Swiss Indoors 1981 Basilea, Svizzera Cemento indoor – 75 000 $ – S32/D16 Singolare - Doppio                    | José Luis Clerc Ilie Năstase 7-6, 6-7, 7-6   | Markus Günthardt Pavel Složil   | Heinz Günthardt Trey Waltke     | Eddie Dibbs Andrés Gómez Sammy Giammalva Steve Krulevitz         |
| 12 ottobre | Australian Indoor Championships 1981 Sydney, Australia Cemento indoor – 175 000 $ – S32/D16 Singolare - Doppio | John McEnroe 6-4 7-5 6-2                     | Roscoe Tanner                   | Eliot Teltscher John Fitzgerald | Tom Gullikson Vitas Gerulaitis Peter McNamara Víctor Pecci       |
| 12 ottobre | Australian Indoor Championships 1981 Sydney, Australia Cemento indoor – 175 000 $ – S32/D16 Singolare - Doppio | Peter Fleming John McEnroe 6–7, 7–6, 6–1     | Sherwood Stewart Ferdi Taygan   | Eliot Teltscher John Fitzgerald | Tom Gullikson Vitas Gerulaitis Peter McNamara Víctor Pecci       |
| 19 ottobre | Melbourne Indoor 1981 Melbourne, Australia Sintetico indoor – 125 000 $ – S32/D16 Singolare - Doppio           | Peter McNamara 6-4 1-6 7-5                   | Vitas Gerulaitis                | Chris Johnstone Chris Lewis     | Phil Dent Víctor Pecci John Fitzgerald Mark Edmondson            |
| 19 ottobre | Melbourne Indoor 1981 Melbourne, Australia Sintetico indoor – 125 000 $ – S32/D16 Singolare - Doppio           | Paul Kronk Peter McNamara 3–6, 6–3, 6–4      | Sherwood Stewart Ferdi Taygan   | Chris Johnstone Chris Lewis     | Phil Dent Víctor Pecci John Fitzgerald Mark Edmondson            |
| 19 ottobre | Japan Open Tennis Championships 1981 Tokyo, Giappone Terra rossa – 125 000 $ – S64/D32 Singolare - Doppio      | Balázs Taróczy 6-3 1-6 7-6                   | Eliot Teltscher                 | Van Winitsky Pat Du Pré         | Terry Moor Mel Purcell Wojciech Fibak Ricardo Cano               |
| 19 ottobre | Japan Open Tennis Championships 1981 Tokyo, Giappone Terra rossa – 125 000 $ – S64/D32 Singolare - Doppio      | Heinz Günthardt Balázs Taróczy 3-6, 6-2, 6-1 | Larry Stefanki Robert Van't Hof | Van Winitsky Pat Du Pré         | Terry Moor Mel Purcell Wojciech Fibak Ricardo Cano               |
| 19 ottobre | Vienna Open 1981 Vienna, Austria Cemento indoor – 100 000 $ – S64/D32 Singolare - Doppio                       | Ivan Lendl 1–6, 6–0, 6–1, 6–2                | Brian Gottfried                 | Tomáš Šmíd Stan Smith           | Sandy Mayer Jérôme Potier Rolf Gehring Carlos Kirmayr            |
| 19 ottobre | Vienna Open 1981 Vienna, Austria Cemento indoor – 100 000 $ – S64/D32 Singolare - Doppio                       | Steve Denton Tim Wilkison 7–5, 6–4           | Sammy Giammalva Jr. Fred McNair | Tomáš Šmíd Stan Smith           | Sandy Mayer Jérôme Potier Rolf Gehring Carlos Kirmayr            |
| 26 ottobre | Cologne Grand Prix 1981 Colonia, Germania Cemento indoor – 75 000 $ – S32/D16 Singolare - Doppio               | Ivan Lendl 6-3 6-3                           | Sandy Mayer                     | Sammy Giammalva Tomáš Šmíd      | Andrew Pattison Eddie Edwards Tim Wilkison Kevin Curren          |
| 26 ottobre | Cologne Grand Prix 1981 Colonia, Germania Cemento indoor – 75 000 $ – S32/D16 Singolare - Doppio               | Sandy Mayer Frew McMillan 6–0, 6–3           | Jan Kodeš Karl Meiler           | Sammy Giammalva Tomáš Šmíd      | Andrew Pattison Eddie Edwards Tim Wilkison Kevin Curren          |
| 26 ottobre | Paris Open 1981 Parigi, Francia Cemento indoor – 50 000 $ – S32/D16 Singolare - Doppio                         | Mark Vines 6-2 6-4 6-3                       | Pascal Portes                   | Yannick Noah Stan Smith         | Ilie Năstase Richard Lewis Jérôme Potier Brian Gottfried         |
| 26 ottobre | Paris Open 1981 Parigi, Francia Cemento indoor – 50 000 $ – S32/D16 Singolare - Doppio                         | Ilie Năstase Yannick Noah 6–4, 6–4           | Andrew Jarrett Jonathan Smith   | Yannick Noah Stan Smith         | Ilie Năstase Richard Lewis Jérôme Potier Brian Gottfried         |
| 26 ottobre | Tokyo Indoor 1981 Tokyo, Giappone Sintetico indoor – 300 000 $ – S32/D16 Singolare - Doppio                    | Vincent Van Patten 6-2 3-6 6-3               | Mark Edmondson                  | John McEnroe Heinz Günthardt    | Bill Scanlon Vitas Gerulaitis Wojciech Fibak Tim Gullikson       |
| 26 ottobre | Tokyo Indoor 1981 Tokyo, Giappone Sintetico indoor – 300 000 $ – S32/D16 Singolare - Doppio                    | Victor Amaya Hank Pfister 6-4, 6-2           | Heinz Günthardt Balázs Taróczy  | John McEnroe Heinz Günthardt    | Bill Scanlon Vitas Gerulaitis Wojciech Fibak Tim Gullikson       |

### Novembre
| Settimana   | Torneo | Vincitore                                       | Finalista                      | Semifinalisti                  | Eliminati ai quarti                                             |
| ----------- | --- | ----------------------------------------------- | ------------------------------ | ------------------------------ | --------------------------------------------------------------- |
| 2 novembre  | Hong Kong Open 1981 Hong Kong, Hong Kong Cemento – 75 000 $ – S32/D16 Singolare - Doppio                    | Van Winitsky 6-4 6-7 6-4                        | Mark Edmondson                 | Marty Davis Tim Gullikson      | Lloyd Bourne Bruce Manson Chris Lewis John Sadri                |
| 2 novembre  | Hong Kong Open 1981 Hong Kong, Hong Kong Cemento – 75 000 $ – S32/D16 Singolare - Doppio                    | Chris Dunk Chris Mayotte 6–4, 7–6               | Marty Davis Brad Drewett       | Marty Davis Tim Gullikson      | Lloyd Bourne Bruce Manson Chris Lewis John Sadri                |
| 2 novembre  | Quito Open 1981 Quito, Ecuador Terra rossa – 75 000 $ – S32/D16 Singolare - Doppio                          | Eddie Dibbs 3-6 6-0 7-5                         | David Carter                   | Andrés Gómez Hans Gildemeister | José Luis Clerc Manuel Orantes Ricardo Ycaza Víctor Pecci       |
| 2 novembre  | Quito Open 1981 Quito, Ecuador Terra rossa – 75 000 $ – S32/D16 Singolare - Doppio                          | Hans Gildemeister Andrés Gómez 7–5, 6–3         | David Carter Ricardo Ycaza     | Andrés Gómez Hans Gildemeister | José Luis Clerc Manuel Orantes Ricardo Ycaza Víctor Pecci       |
| 2 novembre  | Stockholm Open 1981 Stoccolma, Svezia Terra rossa – 200 000 $ – S64/D32 Singolare - Doppio                  | Gene Mayer 6-4 6-2                              | Sandy Mayer                    | Jimmy Connors Hank Pfister     | Nick Saviano Peter Elter Mats Wilander Matt Doyle               |
| 2 novembre  | Stockholm Open 1981 Stoccolma, Svezia Terra rossa – 200 000 $ – S64/D32 Singolare - Doppio                  | Kevin Curren Steve Denton 6–7, 6–4, 6–0         | Sherwood Stewart Ferdi Taygan  | Jimmy Connors Hank Pfister     | Nick Saviano Peter Elter Mats Wilander Matt Doyle               |
| 9 novembre  | ATP Taipei 1981 Taipei, Taiwan Sintetico indoor – 75 000 $ – S32/D16 Singolare - Doppio                     | Robert Van't Hof 7-5 6-2                        | Pat Du Pré                     | Mark Edmondson Paul McNamee    | Ivan Du Pasquier Tim Gullikson Mike Estep Rod Frawley           |
| 9 novembre  | ATP Taipei 1981 Taipei, Taiwan Sintetico indoor – 75 000 $ – S32/D16 Singolare - Doppio                     | Mike Bauer John Benson 6-4, 6-3                 | John Austin Mike Cahill        | Mark Edmondson Paul McNamee    | Ivan Du Pasquier Tim Gullikson Mike Estep Rod Frawley           |
| 9 novembre  | Wembley Championships 1981 Wembley, Gran Bretagna Sintetico indoor – 175 000 $ – S32/D16 Singolare - Doppio | Jimmy Connors 3-6, 2-6, 6-3, 6-4, 6-2           | John McEnroe                   | Sandy Mayer Yannick Noah       | Brian Gottfried Roscoe Tanner Richard Lewis Shlomo Glickstein   |
| 9 novembre  | Wembley Championships 1981 Wembley, Gran Bretagna Sintetico indoor – 175 000 $ – S32/D16 Singolare - Doppio | Sherwood Stewart Ferdi Taygan 7-5, 6-7, 6-4     | Peter Fleming John McEnroe     | Sandy Mayer Yannick Noah       | Brian Gottfried Roscoe Tanner Richard Lewis Shlomo Glickstein   |
| 16 novembre | Bangkok Tennis Classic 1981 Bangkok, Thailandia Sintetico indoor – 85 000 $ – S32/D16 Singolare - Doppio    | Bill Scanlon 6-2 6-3                            | Mats Wilander                  | Anders Järryd Ramesh Krishnan  | Vijay Amritraj John Austin Chris Dunk Van Winitsky              |
| 16 novembre | Bangkok Tennis Classic 1981 Bangkok, Thailandia Sintetico indoor – 85 000 $ – S32/D16 Singolare - Doppio    | John Austin Mike Cahill 6–3, 7–6                | Lloyd Bourne Van Winitsky      | Anders Järryd Ramesh Krishnan  | Vijay Amritraj John Austin Chris Dunk Van Winitsky              |
| 16 novembre | ATP Buenos Aires 1981 Buenos Aires, Argentina Terra rossa – 175 000 $ – S32/D16 Singolare - Doppio          | Ivan Lendl 6-1 6-2                              | Guillermo Vilas                | Pedro Rebolledo Andreas Maurer | Diego Pérez Andrés Gómez Juan Aguilera Rolf Gehring             |
| 16 novembre | ATP Buenos Aires 1981 Buenos Aires, Argentina Terra rossa – 175 000 $ – S32/D16 Singolare - Doppio          | Marcos Hocevar João Soares 7–6, 6–7, 6–4        | Álvaro Fillol Jaime Fillol     | Pedro Rebolledo Andreas Maurer | Diego Pérez Andrés Gómez Juan Aguilera Rolf Gehring             |
| 23 novembre | Bologna Indoor 1981 Bologna, Italia Sintetico indoor – 75 000 $ – S32/D16 Singolare - Doppio                | Sandy Mayer 7-5 6-3                             | Ilie Năstase                   | Corrado Barazzutti Tomáš Šmíd  | Yannick Noah Tim Mayotte Jiří Granát Balázs Taróczy             |
| 23 novembre | Bologna Indoor 1981 Bologna, Italia Sintetico indoor – 75 000 $ – S32/D16 Singolare - Doppio                | Sammy Giammalva Jr. Henri Leconte 7–6, 6–4      | Tomáš Šmíd Balázs Taróczy      | Corrado Barazzutti Tomáš Šmíd  | Yannick Noah Tim Mayotte Jiří Granát Balázs Taróczy             |
| 23 novembre | South African Open 1981 Johannesburg, Sudafrica Cemento – 300 000 $ – S32/D16 Singolare - Doppio            | Vitas Gerulaitis 6-4 7-6 6-1                    | Jeff Borowiak                  | Steve Denton Shlomo Glickstein | Andrew Pattison Freddie Sauer Tom Gullikson Christopher Mottram |
| 23 novembre | South African Open 1981 Johannesburg, Sudafrica Cemento – 300 000 $ – S32/D16 Singolare - Doppio            | Terry Moor John Yuill 6-3, 5-7, 6-4, 6-7, 12-10 | Fritz Buehning Russell Simpson | Steve Denton Shlomo Glickstein | Andrew Pattison Freddie Sauer Tom Gullikson Christopher Mottram |
| 23 novembre | Philippine International 1981 Manila, Filippine Terra rossa – 75 000 $ – S32/D16 Singolare - Doppio         | Ramesh Krishnan 6-4 6-4                         | Ivan Du Pasquier               | Hans Kary Drew Gitlin          | Mike Bauer Jim Gurfein Charles Fancutt Brad Gilbert             |
| 23 novembre | Philippine International 1981 Manila, Filippine Terra rossa – 75 000 $ – S32/D16 Singolare - Doppio         | Mike Bauer John Benson 6-4, 6-4                 | Drew Gitlin Jim Gurfein        | Hans Kary Drew Gitlin          | Mike Bauer Jim Gurfein Charles Fancutt Brad Gilbert             |
| 23 novembre | Santiago Open 1981 Santiago, Cile Terra rossa – 50 000 $ – S32/D16 Singolare - Doppio                       | Hans Gildemeister 6-4 7-5                       | Andrés Gómez                   | José López Maeso José Higueras | Carlos Castellan Pedro Rebolledo Sergio Casal Ricardo Cano      |
| 23 novembre | Santiago Open 1981 Santiago, Cile Terra rossa – 50 000 $ – S32/D16 Singolare - Doppio                       | Hans Gildemeister Andrés Gómez 6-2, 7-6         | Ricardo Cano Belus Prajoux     | José López Maeso José Higueras | Carlos Castellan Pedro Rebolledo Sergio Casal Ricardo Cano      |

### Dicembre
| Settimana   | Torneo                                                                                    | Vincitore                                | Finalista                      | Semifinalisti                        | Eliminati ai quarti                                      |
| ----------- | ----------------------------------------------------------------------------------------- | ---------------------------------------- | ------------------------------ | ------------------------------------ | -------------------------------------------------------- |
| 13 dicembre | Sofia Open 1981 Sofia, Bulgaria Sintetico indoor – 50 000 $ – S32/D16 Singolare - Doppio  | Rick Meyer 6-4 7-6 7-6                   | Leo Palin                      | Hans Dieter Beutel Florin Segărceanu | Christoph Zipf Paul Torre Bozhidar Pampoulov Karl Meiler |
| 13 dicembre | Sofia Open 1981 Sofia, Bulgaria Sintetico indoor – 50 000 $ – S32/D16 Singolare - Doppio  | Thomas Emmrich Jiří Granát 7–6, 2–6, 6–4 | Ismail El Shafei Richard Meyer | Hans Dieter Beutel Florin Segărceanu | Christoph Zipf Paul Torre Bozhidar Pampoulov Karl Meiler |
| 13 dicembre | New South Wales Open 1981 Sydney, Australia Erba – 125 000 $ – S64/D32 Singolare - Doppio | Tim Wilkison 6-4 7-6 6-3                 | Chris Lewis                    | Steve Denton Mark Edmondson          | Phil Dent Hank Pfister John Alexander Chris Johnstone    |
| 13 dicembre | New South Wales Open 1981 Sydney, Australia Erba – 125 000 $ – S64/D32 Singolare - Doppio | Peter McNamara Paul McNamee 6-4, 7-6     | Hank Pfister John Sadri        | Steve Denton Mark Edmondson          | Phil Dent Hank Pfister John Alexander Chris Johnstone    |
| 24 dicembre | Australian Open 1981 Melbourne, Australia Grande Slam Erba Singolare - Doppio             | Johan Kriek 6–2, 7–6, 6–7, 6–4           | Steve Denton                   | Hank Pfister Mark Edmondson          | Kim Warwick Shlomo Glickstein Tim Mayotte Peter McNamara |
| 24 dicembre | Australian Open 1981 Melbourne, Australia Grande Slam Erba Singolare - Doppio             | Mark Edmondson Kim Warwick 6–3, 6–7, 6–3 | Hank Pfister John Sadri        | Hank Pfister Mark Edmondson          | Kim Warwick Shlomo Glickstein Tim Mayotte Peter McNamara |

### Gennaio 1982
| Settimana  | Torneo                                                                                            | Vincitore                                | Finalista                 | Semifinalisti                | Eliminati ai quarti                                                      |
| ---------- | ------------------------------------------------------------------------------------------------- | ---------------------------------------- | ------------------------- | ---------------------------- | ------------------------------------------------------------------------ |
| 13 gennaio | Volvo Masters 1981 New York, Stati Uniti Sintetico indoor – 400 000 $ – S12/D6 Singolare - Doppio | Ivan Lendl 6(5)–7, 2–6, 7–6(6), 6–2, 6–4 | Vitas Gerulaitis          | Eliot Teltscher John McEnroe | Round Robin: Roscoe Tanner Jimmy Connors Guillermo Vilas José Luis Clerc |
| 13 gennaio | Volvo Masters 1981 New York, Stati Uniti Sintetico indoor – 400 000 $ – S12/D6 Singolare - Doppio | Peter Fleming John McEnroe 6–3, 6–3      | Kevin Curren Steve Denton | Eliot Teltscher John McEnroe | Round Robin: Roscoe Tanner Jimmy Connors Guillermo Vilas José Luis Clerc |

## Distribuzione punti
I tornei del Grand Prix del 1979 erano divisi in 12 categorie in base al montepremi totale assegnato. Qui sono indicati i punti assegnati ai giocatori in base ai risultati raggiunti in un torneo di 
singolare, tra parentesi sono indicati i punti assegnati alle coppie che hanno giocato i tornei di doppio. Non erano previsti punti per i perdenti al primo turno del torneo
|                  | Grand Slam | >300 000 $ | >275 000 $ | >250 000 $ | >225 000 $ | >200 000 $ | >175 000 $ | >150 000 $ | >125 000 $ | >100 000 $ | >75 000 $ | >50 000 $ |
| ---------------- | ---------- | ---------- | ---------- | ---------- | ---------- | ---------- | ---------- | ---------- | ---------- | ---------- | --------- | --------- |
| Vincitore        | 350 (70)   | 300 (60)   | 275 (55)   | 250 (50)   | 225 (45)   | 200 (40)   | 175 (35)   | 150 (30)   | 125 (25)   | 100 (20)   | 75 (15)   | 50 (10)   |
| Finale           | 245 (49)   | 210 (42)   | 192 (38)   | 175 (35)   | 157 (31)   | 140 (28)   | 122 (24)   | 104 (20)   | 87 (17)    | 70 (14)    | 52 (10)   | 35 (7)    |
| Semifinale       | 140 (28)   | 120 (24)   | 110 (22)   | 100 (20)   | 90 (18)    | 80 (16)    | 70 (14)    | 60 (12)    | 50 (10)    | 40 (8)     | 30 (6)    | 20 (4)    |
| Quarti di finale | 70 (14)    | 60 (12)    | 55 (11)    | 50 (10)    | 45 (9)     | 40 (8)     | 35 (7)     | 30 (6)     | 25 (5)     | 20 (4)     | 15 (3)    | 10 (2)    |
| Quarto turno     | 35 (7)     | 30 (6)     | 27 (6)     | 25 (5)     | 22 (5)     | 20 (4)     | 17 (3)     | 14 (3)     | 12 (2)     | 10 (2)     | 7 (–)     | 5 (–)     |
| Terzo turno      | 17 (3)     | 15 (–)     | 13 (–)     | 12 (–)     | 11 (–)     | 10 (–)     | 9 (–)      | 7 (–)      | 6 (–)      | 5 (–)      | – (–)     | – (–)     |
| Secondo turno    | 9 (–)      | – (–)      | – (–)      | – (–)      | – (–)      | – (–)      | – (–)      | – (–)      | – (–)      | – (–)      | – (–)     | – (–)     |

## Debutti
- Mats Wilander